# Félix Hemmen
Pour les articles homonymes, voir Hemmen.
 (avril 2013).
Si vous disposez d'ouvrages ou d'articles de référence ou si vous connaissez des sites web de qualité traitant du thème abordé ici, merci de compléter l'article en donnant les références utiles à sa vérifiabilité et en les liant à la section « Notes et références ».
Félix Hemmen, né le 16 novembre 1989 à Etterbeek en Belgique, est un musicien français. Il est également le guitariste du groupe BB Brunes.

## Biographie
Félix Hemmen commence la musique avec le piano à l'âge de neuf ans. Il en fait pendant cinq ans puis il se met à la guitare. Après un an de cours, il continue en autodidacte.
Connaissant les membres d'Hangover, le musicien, séduit par leur musique, intègre le groupe. Le groupe change de nom et s'intitule BB Brunes : BB pour Initials B.B. de Serge Gainsbourg, et Brunes pour le Boulevard Brune, là où ils répétaient auparavant.
Félix Hemmen est souvent surnommé « le petit scientifique du groupe » car il était en Terminale S mais en milieu d'année il abandonne pour se diriger vers la musique. Fan des Arctic Monkeys, des Clash, et des Distillers, il est donc le guitariste des BB Brunes mais aussi le chanteur et guitariste d'un groupe plus punk composé avec son cousin Jonathan : NoSound. 
Il a joué avec une guitare Hello Kitty, que le public remarque lors d'un passage télévisé à Star Academy. C'est une guitare de la marque Squier. Il joue principalement avec sa Jaguar de Fender, ce qui lui vaut ce son si particulier, très sec et énergique.
En 2020, Félix commence son projet solo sous le nom de Hemmen.

## Discographie

### Single
I Can Get over You - 2020
Wooden Chair - 2020
Tell My Friends - 2020

### Albums studio et EP
Insomnie - 2021
Spirale - 2022

## Filmographie
- 2012 : Astérix et Obélix : Au service de sa Majesté de Laurent Tirard : Un Barde